# Beatrice Wani-Noah
Beatrice Khamisa Wani-Noah, née le 28 juillet 1959 dans le comté de Morobo (Équatoria-Central), est une femme politique sud-soudanaise. Elle est ministre des Affaires étrangères depuis mars 2020.

## Biographie
Titulaire d'un master en Relations internationales de l'Alliant International University de Nairobi, elle est aussi diplômée en gestion de la terre et de l'eau de l'Université de Cranfield (Royaume-Uni).
De 1994 à 2003, elle travaille pour la Commission économique des Nations-Unies pour l'Afrique. 
Après la signature de l'accord de Naivasha (2005), le gouvernement autonome de Soudan du Sud est institué et Wani-Noah devient directrice générale des Relations multilatérales au ministère de la Coopération régionale (2006-2010). Elle est ensuite sous-secrétaire au ministère de la Paix (2010-2011) puis, après l'indépendance du Soudan du Sud, vice-ministre des Télécommunications et de la Poste (2011-2013).
En 2014, elle est nommée ambassadeur du Soudan du Sud en République démocratique du Congo. Elle occupe le poste d'ambassadeur en Allemagne à partir de mars 2018.
Le 12 mars 2020, le président Salva Kiir Mayardit la nomme ministre des Affaires étrangères de son nouveau gouvernement d'unité, en remplacement d'Awut Deng Acuil. Elle ne peut cependant pas assister à la cérémonie de prestation de serment des nouveaux ministres, qui a lieu le 16 mars, car elle revient d'un pays touché par la pandémie de COVID-19 et doit par conséquent se soumettre à une quarantaine.